# Тара (посёлок)
Тара (яп. 太良町 Тара-тё:) — посёлок в Японии, находящийся в уезде Фудзицу префектуры Сага. Площадь посёлка составляет 74,21 км², население — 9195 человек (1 августа 2014), плотность населения — 123,91 чел./км².

## Географическое положение
Посёлок расположен на острове Кюсю в префектуре Сага региона Кюсю. С ним граничат города Касима, Исахая, Омура.

## Население
Население посёлка составляет 9195 человек (1 августа 2014), а плотность — 123,91 чел./км². Изменение численности населения с 1980 по 2005 годы:
| 1980 | 12 911 чел. |  |
| 1985 | 12 582 чел. |  |
| 1990 | 12 212 чел. |  |
| 1995 | 11 681 чел. |  |
| 2000 | 11 140 чел. |  |
| 2005 | 10 660 чел. |  |

## Символика
Деревом посёлка считается Chamaecyparis obtusa, цветком — Citrus unshiu, птицей — Cettia diphone.